# Petite-Rosselle
Petite-Rosselle – miejscowość i gmina we Francji, w regionie Grand Est, w departamencie Mozela.
Według danych na rok 1990 gminę zamieszkiwały 6 944 osoby, a gęstość zaludnienia wynosiła 1 375 osób/km² (wśród 2335 gmin Lotaryngii Petite-Rosselle plasuje się na 58. miejscu pod względem liczby ludności, natomiast pod względem powierzchni na miejscu 1007.).